# Чжан Лін (тенісистка)
Чжан Лін (нар. 28 жовтня 1989) — колишня гонконгська тенісистка.
Найвищу одиночну позицію світового рейтингу — 184 місце досягла 12 вересня 2011, парну — 219 місце — 22 червня 2009 року.
Здобула 14 одиночних та 7 парних титулів туру ITF.
Завершила кар'єру 2020 року.

## Фінали ITF
| Легенда          |
| ---------------- |
| турніри $100,000 |
| турніри $75,000  |
| турніри $50,000  |
| турніри $25,000  |
| турніри $15,000  |
| турніри $10,000  |

### Одиночний розряд: 26 (14–12)
| Результат | Ранг | Дата     | Турнір                              | Покриття   | Суперниця                | Рахунок            |
| --------- | ---- | -------- | ----------------------------------- | ---------- | ------------------------ | ------------------ |
| Перемога  | 1.   | Бер 2007 | ITF Веллінгтон, Нова Зеландія       | Тверде     | Кайрангі Вано            | 6–1, 6–1           |
| Перемога  | 2.   | Сер 2007 | ITF Токіо, Японія                   | Тверде     | Танака Марі              | 4–6, 7–5, 6–2      |
| Перемога  | 3.   | Бер 2009 | ITF North Shore City, Нова Зеландія | Тверде     | Хванг І-Хсюань           | 6–1, 6–0           |
| Перемога  | 4.   | Сер 2009 | ITF Нонтхабурі, Таїланд             | Тверде     | Сатіе Ісідзу             | 6–4, 7–5           |
| Перемога  | 5.   | Сер 2009 | ITF Нонтхабурі, Таїланд             | Тверде     | Лавінія Тананта          | 6–2, 6–2           |
| Перемога  | 6.   | Тра 2010 | ITF Таракан, Індонезія              | Тверде (i) | Ху Юеюе                  | 6–3, 6–4           |
| Поразка   | 1.   | Тра 2010 | ITF Tanjung Selor, Індонезія        | Тверде     | Мелані Клаффнер          | 6–3, 7–6(7–1)      |
| Поразка   | 2.   | Лип 2010 | ITF Вальядолід, Іспанія             | Тверде     | Чагла Бююкакчай          | 7–6(7–2), 6–3      |
| Перемога  | 7.   | Лип 2010 | ITF Касерес, Іспанія                | Тверде     | Росіо де ла Торре-Санчес | 6–3, 6–0           |
| Поразка   | 3.   | Жов 2010 | ITF Тайбей, Тайвань                 | Тверде     | Чжен Сайсай              | 6–3, 6–3           |
| Перемога  | 8.   | Бер 2011 | ITF Санья, КНР                      | Тверде     | Ірина Бремон             | 3–6, 7–6(7–4), 6–2 |
| Поразка   | 4.   | Лип 2011 | ITF Гранбі, Канада                  | Тверде     | Стефані Дюбуа            | 6–2, 2–6, 6–1      |
| Поразка   | 5.   | Тра 2012 | ITF Чханвон, Корея                  | Тверде     | Дуань Їнїн               | 6–4, 6–3           |
| Поразка   | 6.   | Чер 2012 | ITF Коян, Корея                     | Тверде     | Дуань Інін               | 6–3, 6–3           |
| Поразка   | 7.   | Лип 2012 | ITF Інчхон, Корея                   | Тверде     | Чжань Цзіньвей           | 3–6, 6–2, 6–1      |
| Поразка   | 8.   | Вер 2012 | ITF Кернс, Австралія                | Тверде     | Саша Джонс               | 6–0, 6–2           |
| Поразка   | 9.   | Чер 2013 | ITF Кімчхон, Корея                  | Тверде     | Чжао Ді                  | 4–6, 6–2, 6–3      |
| Поразка   | 10.  | Лип 2013 | ITF Бангкок, Таїланд                | Тверде     | Лу Цзяцзін               | 7–6(8–6),7–5       |
| Перемога  | 9.   | Лис 2013 | ITF Пхукет, Таїланд                 | Тверде (i) | Ніча Летпітаксінчай      | 6–2, 7–6(9–7)      |
| Перемога  | 10.  | Лис 2013 | ITF Пхукет, Таїланд                 | Тверде (i) | Лу Цзяцзін               | 0–6, 7–6(7–2), 6–3 |
| Перемога  | 11.  | Січ 2014 | ITF Шарм-еш-Шейх, Єгипет            | Тверде     | Поліна Лейкіна           | 6–1, 7–5           |
| Перемога  | 12.  | Лют 2014 | ITF Нонтхабурі, Таїланд             | Тверде     | Лю Фанчжоу               | 6–3, 6–3           |
| Поразка   | 11.  | Кві 2017 | ITF Hua Hin, Таїланд                | Тверде     | Патчарін Чіпчандедж      | 1–6, 5–7           |
| Поразка   | 12.  | Лип 2017 | ITF Аньнін, КНР                     | Ґрунт      | Eudice Chong             | 4–6, 6–4, 3–6      |
| Перемога  | 13.  | Лип 2017 | ITF Гонконг                         | Тверде     | Кумі Со                  | 6–1, 6–3           |
| Перемога  | 14.  | Сер 2017 | ITF Цукуба, Японія                  | Тверде     | Керол Чжао               | 7–5, 7–6(7–4)      |

### Парний розряд: 15 (7–8)
| Результат | Ранг | Дата              | Турнір                       | Покриття | Партнерка           | Суперниці                           | Рахунок             |
| --------- | ---- | ----------------- | ---------------------------- | -------- | ------------------- | ----------------------------------- | ------------------- |
| Перемога  | 1.   | 1 жовтня 2006     | ITF Джакарта, Індонезія      | Тверде   | Штефанія Боффа      | Санді Гумуля Лавінія Тананта        | 6–4, 6–4            |
| Перемога  | 2.   | 12 листопада 2007 | ITF Пуне, Індія              | Тверде   | Варатчая Вонгтінчай | Вінне Пракуся Анжелік Віджайя       | 1–6, 7–5, [10–5]    |
| Поразка   | 1.   | 30 червня 2008    | ITF Бостад, Швеція           | Ґрунт    | Анне Шефер          | Клаудія Бочова Нікол Тіссен         | 2–6, 1–6            |
| Поразка   | 2.   | 5 грудня 2008     | ITF Sorrento, Італія         | Тверде   | Джейд Кертіс        | Тайра Келдервуд Шеннон Голдс        | 4–6, 6–3, [8–10]    |
| Перемога  | 3.   | 22 грудня 2008    | ITF Делі, Індія              | Тверде   | Хванг І-Хсюань      | Емілі Веблі-Сміт Меган Мултон-Леві  | 6–3, 7–6(7–4)       |
| Поразка   | 3.   | 28 квітня 2009    | ITF Балікпапан, Індонезія    | Тверде   | Емілі Веблі-Сміт    | Яюк Басукі Романа Теджакусума       | 3–6, 3–6            |
| Перемога  | 4.   | 17 серпня 2009    | ITF Нонтхабурі, Таїланд      | Тверде   | Джессі Ромп'єс      | Томоко Докей Ю Мі                   | 6–2, 1–6, [10–8]    |
| Перемога  | 5.   | 24 серпня 2009    | ITF Нонтхабурі, Таїланд      | Тверде   | Ян Цзицзюнь         | Беатріс Гумуля Лавінія Тананта      | 6–4, 6–3            |
| Перемога  | 6.   | 15 травня 2010    | ITF Tanjung Selor, Індонезія | Тверде   | Лю Ваньтін          | Джессі Ромп'єс Ноппаван Летчівакарн | 7–6(7–5), 6–3       |
| Поразка   | 4.   | 3 січня 2014      | ITF Гонконг                  | Тверде   | Заріна Діяс         | Еґуті Міса Ходзумі Ері              | 4–6, 2–6            |
| Перемога  | 7.   | 10 лютого 2014    | ITF Нонтхабурі, Таїланд      | Тверде   | Варатчая Вонгтінчай | Тянь Жань Тан Хаочень               | 2–6, 6–2, [12–10]   |
| Поразка   | 5.   | 21 квітня 2014    | ITF Наньнін, КНР             | Тверде   | Чжен Сайсай         | Чжан Кайлінь Хань Сіньюнь           | 6–7(8–10), 6–7(3–7) |
| Поразка   | 6.   | 28 квітня 2014    | ITF Аньнін, КНР              | Ґрунт    | Варатчая Вонгтінчай | Чжан Кайлінь Хань Сіюнь             | 4–6, 2–6            |
| Поразка   | 7.   | 24 липня 2015     | ITF Чженчжоу, КНР            | Тверде   | Лю Чан              | Хан На Ле Чан Су Джон               | 3–6, 0–6            |
| Поразка   | 8.   | 25 листопада 2016 | ITF Hua Hin, Таїланд         | Тверде   | Камонвам Буаям      | Джавайрія Нурдін Джессі Ромп'єс     | 4–6, 3–6            |